# König Stephan

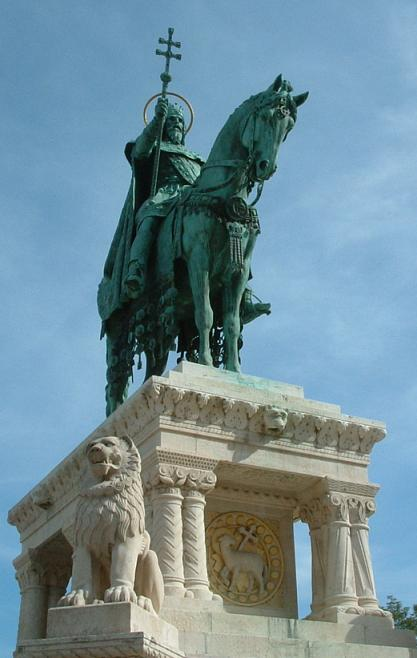
Koning Stefan op een paard

König Stephan, (Op. 117) is een compositie uit 1811 van Ludwig van Beethoven, ter herdenking van koning Stefan van Hongarije, die dat land in het jaar 1000 stichtte. Het werk is vooral bekend door de ouverture in Es majeur en bevat daarnaast negen vocale delen.

## Oorsprong
Keizer Frans I van Oostenrijk liet in 1808 in Boedapest een groot theater bouwen, om de nationalistische tendenzen in het land enigszins te kunnen temperen, en de loyaliteit van de Hongaren aan de Habsburgse monarchie te versterken. Het vestigen van een theater in die dagen is vergelijkbaar het met een staatszender of overheidswebsite tegenwoordig. Toen het theater in 1811 voltooid was kreeg Beethoven de opdracht om twee herdenkingsteksten die door August von Kotzebue opgesteld waren op muziek te stellen: Koning Étienne (= Koning Stephan) en de Ruïnes van Athene. Deze ouverturen behoren tegenwoordig tot de minst gespeelde werken van Beethoven.

## Delen
1. Overture (Andante con moto - Presto, Es groot)
2. Mannenkoor: Ruhend von seinen Thaten (Andante maestoso e con moto, C groot)
3. Mannenkoor: Auf dunkelm in finstern Hainen Wandelten (Allegro con brio - c klein)
4. Overwinningsmars (Feurig und stolz - G majeur)
5. Vrouwenkoor: Wo die Unschuld Blumen streute (Andante con moto all'Ongarese - A groot)
6. Melodrama (Stéphan): Du hast dein Vaterland
7. koor: Eine neue strahlende Sonne (Vivace - F groot)
8. Melodrama (Stéphan): Ihr edlen Ungarn! (Maestoso con moto - D groot)
9. - a. Mars (Moderato - Bes majeur)
  - b. Melodrama met koor: Heil unserm Konige! (Allegro vivace e con brio - Bes majeur)
10. Eindkoor: Heil! Heil unserm Enkeln (Presto - D major)

## Libretto
(1) Libretto
Ruhend von seinen Taten
hat uns der Fürst berufen,
an des Thrones Stufen
Heil der Völker zu beraten;
und im dichten Kreise
sammelte uns der Held
nach der Väter Weise
auf diesem freien Feld.
(gevolgd door een monoloog van Stephan)

(2) Mannenkoor
Auf dunklem Irrweg in finstern Hainen
wandelten wir am trüben Quell,
Da sahen wir plötzlich ein Licht erscheinen,
es dämmerte, es wurde hell!
Und siehe! Es schwanden die falschen Götter,
dem Tage wich die alte Nacht;
Heil deinem Vater! Unserm Retter!
Der uns Glauben und Hoffnung gebracht.
(gevolgd door gesproken tekst: Stephan en een krijger)

(3) Overwinningsmars
(gevolgd door gesproken tekst: Stephan, Gyula, de boodschapper)

(4) Vrouwenkoor
Wo die Unschuld Blumen streute,
wo sich Liebe den Tempel erbaut,
da bringen wir im treuen Geleite
dem frommen Helden die fromme Braut.

(5) Melodrama

(6) Koor
Eine neue strahlende Sonne
lieblich aus dem Gewölke bricht;
Süße Freude! Selige Wonne!
Wenn die Myrthe den Lorbeer umflicht.

(7) Melodrama

(8) Koor
Heil unserm Könige! Heil dem Könige!
(Mélodrame, Stephan):

(9) Eindkoor
Heil unsern Enkeln, sie werden schauen,
was der prophetische Geist erkannt!
Es wird ihr kindliches Vertrauen
der Krone schönster Diamant!
Wohltaten spendend, täglich neue,
vergilt der König in ferner Zeit,
die unwandelbare Treue,
die sein Volk ihm dankbar weiht!

August von Kotzebue

## Bron
- Lecompte Michel, Guide illustré de la musique symphonique de Beethoven, Fayard, 1995, 335p. ISBN 2-213-03091-X
- Catalogue Beethoven (Opus)